# Capitan Spaventa
Capitan Spaventa di Vall'Inferna è la maschera ligure della commedia dell'arte creata dall'attore Francesco Andreini (1548-1624).
Capitan Spaventa è un Capitano (maschera), il soldato vanaglorioso. Egli però presenta anche caratteristiche positive, da persona sognatrice, colta e di buon senso.
Di questo personaggio possediamo una raccolta di scritti generici dello stesso Andreini, chiamati "Le bravure di Capitan Spaventa".